# Ládví (metropolitana di Praga)
Ládví è una stazione della linea C della metropolitana di Praga.

## Storia
La stazione è stata attivata il 26 giugno 2004, come parte del prolungamento della linea C tra Nádraží Holešovice e questa stazione.

## Strutture e impianti
La stazione è sotterranea ed è dotata di due binari, serviti da una banchina centrale.

## Servizi
La stazione è dotata di ascensori per le persone a mobilità ridotta.
- Biglietteria
- Servizi igienici

## Interscambi
- Fermata autobus (linee 103, 348, 349, 368, 369, 152, 166 e 177)[2]
- Fermata tram (linea 10)[2]